# Eustachy Karp
Eustachy Karp (ur. 1785, zm. 1848) – litewski szlachcic, dziedzic Johaniszkiele, gdzie w 1812 wybudował szpital, w latach 1823-1827 marszałek guberni wileńskiej. Angażował się w rozwój edukacji na Litwie. Trzykrotnie żonaty z siostrami Plater. Ojciec Felicjana Stefana Karpa.
Był absolwentem Szkoły Głównej Wileńskiej. 